# 니혼카이 상록수림
니혼카이 상록수림(영어: Nihonkai evergreen forests)은 일본 서북부의 온대 활엽수혼합림이다. 혼슈의 동해(일본해) 해안에 분포하며, 동쪽으로 니혼카이 산악 낙엽수림과 접한다.
혼슈가 동해와 접하는 대부분의 해안선을 따라 가느다라 띠 모양으로 분포한다. 혼슈 본섬에서 서쪽으로 40 킬로미터 떨어진 동해상에 있는 오키제도 및 사도가섬에도 분포한다.
기후는 여름이 뜨겁고 습한 온난 습윤 기후(Cfa)다. 연교차가 매우 크고, 연중 평균 기온이 섭씨 0도 이하로 떨어지지 않는다. 강수량은 비교적 일정하다. 면적의 37% 정도가 상록침엽수림이고, 27%는 낙엽수림이며, 11%는 농경지, 10%는 도시로 개발되었다. 이 생태지역에 지정된 보존구역으로는 산인 해안 국립공원, 다이센오키 국립공원이 있다.